# حیات وحش مالزی

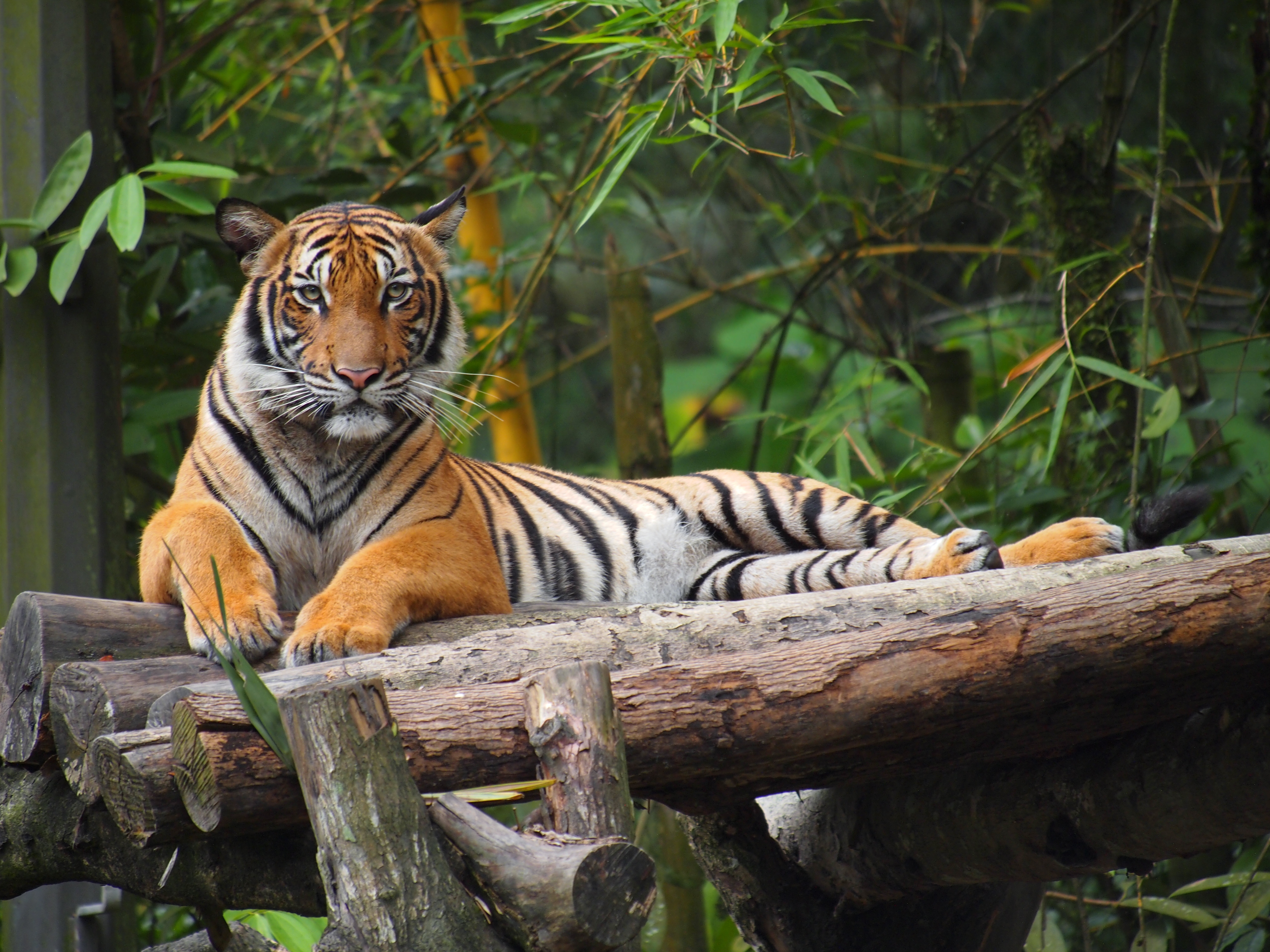
ببر مالایی در باغ‌وحش ملی مالزی

حیات وحش مالزی (انگلیسی: Wildlife of Malaysia) متنوع است، با در نظر گرفتن اینکه ماهیت طبیعی کشور مالزی یک کشوری با تنوع زیستی کلان می‌باشد. بیشتر مناطق مالزی را جنگل بارانی دربرگرفته است که از گونه‌های گوناگون بسیار گسترده‌ای از گیاهان و حیوانات میزبانی می‌کند. حدود ۳۶۱ گونه پستاندار، ۶۴۹ گونه پرنده، ۲۵۰ گونه خزنده و ۱۵۰ گونه قورباغه در مالزی وجود دارد. قلمرو دریایی وسیع این کشور، تنوع بسیار بزرگی از زندگی جانوران را در خود جای داده است، درحالی که اب‌های ساحلی مالزی بخشی از مثلث مرجانی را دربر می‌گیرد.

## حیوانات خشکی
برآورد می‌شود که مالزی دارای ۲۰ درصد از گونه‌های جانوری در دنیا است و دربرگیرنده تعدادی از مناطق دارای تنوع زیستی غنی در کره زمین می‌باشد. به خاطر اینکه گروه‌ها توسط جنگلی‌های اراضی کم ارتفاع از یکدیگر جدا شده‌اند، میزان بالایی از بوم‌زادی در جنگل‌های متنوع کوه‌های جزیره برونئو در بخش تحت مالکیت مالزی یافت می‌شود.

### پستانداران
حدود ۳۶۱ گونه پستاندار در مالزی وجود دارد. شبه‌جزیره مالزی دارای چهار گربه بزرگ: ببر هندوچین، ببر مالایی، پلنگ هندوچینی و پلنگ ابری است. حیوان درنده مهم دیگر، خرس آفتاب است. طعمه‌های بزرگی همچون کرگدن سوماترایی، تاپیر مالایی، گوزن‌موش، گوزن فریادکش، گوزن سمبر، گراز و خوک ریشدار بورنئو برای درندگان وجود دارد.
گاومیش هندی و فیل آسیایی هم وجود دارد. حیواناتی همانند اینها، که به‌طور معمول در زمین‌های پست و هموار زندگی می‌کنند را می‌توان در ارتفاعات بالاتر در کنار حیواناتی همچون غبغبی، سنجاب قرمز و موش‌تیغی دم‌کوتاه که به طورخاص در ارتفاعات زندگی می‌کنند، مشاهده کرد. در ناحیه مالزی شرقی، از ببرهایی که درون شبه جزیره وجود دارد اثری نیست و پلنگ ابری، خرس آفتاب و شنگ‌زباد به عنوان حیوانات درنده اصلی باقی مانده‌اند. در آنجا، کرگدن و فیل در کنار اورانگوتان بورنئویی، گیبون مولر، ماکاک، میمون دماغ‌دراز، سیاه‌میمون نقره‌ای، شست‌بریدگان و چشم‌گرد تنبل وجود دارد.
سرنواری بورنئو، حشره‌خوار سیاه، زباد نخلی هوز و سنجاب درخت بروک حیوانات بومی کوه‌های بورنئو هستند. پستانداران کوچک دیگر، از جمله خدنگ و خرموش خیلی بزرگ می‌باشد. در ناحیه مالزی شرقی، طبق برآوردها ۱۱۳۰۰ عدد اورانگوتان وجود دارد. گونه‌های دیگر میمون انسان‌نما از جمله گیبون دست‌سفید و غبغبی هستند. مالزی دارای ده گونه میمون است که بین شست‌بریدگان و ماکاک پخش شده‌اند. میمون دماغ‌دراز، بزرگ‌ترین میمون دنیا، یک گونه از شست‌بریدگان است که بومی بورنئو می‌باشد. گونه‌های ماکاک، شامل ماکاک خرچنگ‌خوار و ماکاک دم‌خوکی هستند.
ببر مالایی یکی از هم خانواده‌های نزدیک ببر هندوچین، با جمعیت باقی مانده‌ای در حدود ۳۰۰ عدد (۲۵۰–۳۴۰) بومی شبه جزیره مالایی است. گربه‌های کوچکی همچون گربه خلیجی و گونه‌هایی از گربه سیوت هم وجود دارد. در شبه جزیره، ۱۲۰۰ عدد فیل آسیایی موجود است، در ضمن اینکه تعداد دیگری از آنها در ناحیه مالزی شرقی وجود دارد. بزرگ‌ترین گونه گاو در جهان، سلادانگ در مالزی وجود دارد. خفاش میوه خوار در سرتاسر کشور یافت می‌شوند که در غارهای مولو دارای تراکم بالایی هستند.

### پرندگان
در کل کشور، تعداد ۷۹۴ گونه پرنده به ثبت رسیده است که از این تعداد، ۶۷۷ گونه در شبه جزیره بوده است. تعداد کمی از پرندگان، همچون طرقه آوازخوان مالایی، بومی کوه‌های شبه جزیره هستند. جنگل‌های بورنئو، با ۳۸ گونه پرنده که در هیچ‌کجای دیگر یافت نمی‌شود، سطوح بالایی از بومی گرایی را در میان گونه‌های پرندگان از خود به نمایش گذاشته است. لیکویی ابرو مشکی و سینه‌سرخ پیسه کاکل‌سفید تنها در این جنگل‌ها یافت می‌شود. تعداد زیادی نوک‌شاخ و دارکوب و پیتا، همچون پیتای حرا هم وجود دارد.